# A&E (sång)
"A&E" är en låt av den brittiska gruppen Goldfrapp, skriven av Alison Goldfrapp och Will Gregory för duons fjärde album, Seventh Tree. Den släpptes som albumets första singel den 11 februari 2008.

## Bakgrund och låtskrivandet
"A&E" komponerades av Alison Goldfrapp och Will Gregory 2007 vid en inspelningsstudio nära Somerset, England. Låttiteln är en förkortning för "Accident and Emergency", den term som används i Storbritannien för akutmottagningen på ett sjukhus. Texten är inspirerad av just en sådan händelse då Alison fördes till sjukhus en lördageftermiddag. Läkarna "pumpade upp [henne] med massor av smärtstillande medel", och hon beskrev situationen som "smått surrealistiskt."
Enligt Alison är låten en metafor för ett fruktansvärt förhållande. Låten beskriver hur hon reflekterar över en dålig situation som slutade i en "olycka och nöd" (A&E). Situationen fick henne att "känna sig blå" ("feel blue") och i slutet av låten drar hon slutsatsen att "smärtan har börjat smyga iväg" ("the pain has started to slip away") även om hon medger att piller kan ha del i saken ("pills at work").

## Musikvideo
Videon till "A&E" regisserades av Dougal Wilson. Den visar Alison Goldfrapp i en skog iklädd en vit klänning och inleds med Alison liggande i en glänta med blicken upp mot kameran. Hon backas snart upp av lövtäckta män som dansar runt henne när hon sjunger. Halvvägs genom videon blir dagen till natt och Alison får sällskap av andra skogsvarelser. Videon avslutas med att Will Gregory spelar på en gitarr och gör te bredvid ett orange tält.
Videon hade premiär 12 januari 2008 på Channel 4 i Storbritannien. I en recension för Drowned in Sound beskrev Alex Denney videon som "konstig" och jämförde den med musikvideor av Kate Bush och The Mighty Boosh. Pitchfork Medias recensent Marc Hogan skrev att videon var "en bra passform för Goldfrapp ljusa, folkliga vändning" och berömde dess "särdragna slut".

## Låtlistor och format
Brittisk CD (CDMUTE389)
1. "A&E" – 3:19
2. "Clowns" (Super 8) (video)

Brittisk CD Maxi (LCDMUTE389)
1. "A&E" – 3:19
2. "A&E" (Gui Boratto Remix) – 7:02
3. "A&E" (Gui Boratto Dub) – 7:20
4. "A&E" (Hercules And Love Affair Remix) – 7:06

7"-vinylskiva (MUTE389; Begränsad upplaga)
1. "A&E" – 3:19
2. "A&E" (Maps Instrumental Mix)

## Listplaceringar
| Listor (2008)                         | Högsta placering |
| ------------------------------------- | ---------------- |
| Australienska singellistan            | 85               |
| Belgiska singellistan                 | 38               |
| Brittiska singellistan                | 10               |
| Euro Digital Songs                    | 14               |
| Euro Digital Tracks                   | 12               |
| European Singles Chart                | 65               |
| Irländska singellistan                | 33               |
| Tyska singellistan                    | 98               |
| USA Billboard Hot Dance Club Play     | 22               |
| USA Billboard Hot Dance Singles Sales | 1                |
| USA Billboard Hot Singles Sales       | 2                |

## Medverkande
Goldfrapp
- Alison Goldfrapp – sång, producent
- Will Gregory – producent

Övriga musiker och produktion
- Nick Batt – trumprogrammering
- Flood – gitarr, keyboard, mixning
- Denny Weston Jr. – trummor
- Steve Evans – akustisk gitarr
- Justin Meldal-Johnsen – bas
- Ruth Wall – harpasampling
- Bill Mims, Tony Hoffer – ljudtekniker
- Stephen Marcussen – mastering
- Serge Leblon – fotografi